# Tea Tree Gully City
Koordinaten: 34° 50′ S, 138° 41′ O

Die City of Tea Tree Gully ist ein lokales Verwaltungsgebiet (LGA) im australischen Bundesstaat South Australia. Tea Tree Gully gehört zur Metropole Adelaide, der Hauptstadt von South Australia. Das Gebiet ist 95 km² groß und hat etwa 98.000 Einwohner (2016).
Tea Tree Gully liegt im Norden von Adelaide etwa 15 Kilometer nordöstlich des Stadtzentrums. Das Gebiet beinhaltet 28 Stadtteile: Banksia Park, Dernancourt, Fairview Park, Gilles Plains, Golden Grove, Gould Creek, Greenwith, Gulfview Heights, Highbury, Holden Hill, Hope Valley, Houghton, Modbury, Modbury Heights, Modbury North, One Tree Hill, Para Hills, Redwood Park, Ridgehaven, St Agnes, Salisbury Heights, Surrey Downs, Tea Tree Gully, Upper Hermitage, Valley View, Vista, Wynn Vale und Yatala Vale. Der Verwaltungssitz des Councils befindet sich im Stadtteil Modbury im Süden der LGA.

## Verwaltung
Der Tea Tree Gully City Council hat 13 Mitglieder, zwölf Councillor werden von den Bewohnern der sechs Wards gewählt (je zwei aus Balmoral, Drumminor, Hillcott, Pedare, Steventon und Water Gully Ward). Diese sechs Bezirke sind unabhängig von den Stadtteilen festgelegt. Der Ratsvorsitzende und Mayor (Bürgermeister) wird zusätzlich von allen Bewohnern der City gewählt.